# Oud-Aa
Oud-Aa (52° 11′ N, 4° 58′ L) é uma cidade dos Países Baixos, na província de Utrecht (province). Oud-Aa pertence ao município de Breukelen, e está situada a 13 km, a nordeste de Woerden.
A área de Oud-Aa, que também inclui as partes periféricas da cidade, bem como a zona rural circundante, tem uma população estimada em 220 habitantes.